# César Salazar (Squashspieler)
César Orlando Salazar Martínez (* 3. Januar 1988 in San Luis Potosí) ist ein mexikanischer Squashspieler.

## Karriere
César Salazar begann seine professionelle Karriere in der Saison 2007 und gewann bislang sieben Titel auf der PSA World Tour. Seine höchste Platzierung in der Weltrangliste erreichte er mit Position 17 im November 2017. Bei Panamerikanischen Spielen gewann er bislang vier Medaillen. Mit der mexikanischen Mannschaft errang er bei den Spielen 2011 in Guadalajara die Goldmedaille. Im Einzelwettbewerb unterlag er im Finale Miguel Ángel Rodríguez und erhielt dafür Silber. 2015 gewann er im Einzel die Bronze- und mit der Mannschaft die Silbermedaille. 2019 sicherte er sich in Lima Bronze im Einzel und Doppel sowie mit der Mannschaft. Mit der mexikanischen Nationalmannschaft nahm er 2011 und 2013 an der Weltmeisterschaft teil. Bei Panamerikameisterschaften gewann er 2014 und 2017 mit der Mannschaft den Titel, sowie 2018 mit Alfredo Ávila und 2023 mit Leonel Cárdenas im Doppel. 2013 verlor er das Finale im Einzel. Bei den Panamerikanischen Spielen 2023 in Santiago de Chile gewann Salazar die Bronzemedaille im Einzel, während er mit Leonel Cárdenas im Doppel den zweiten Platz belegte.
Sein Zwillingsbruder Arturo Salazar ist ebenfalls aktiver Squashprofi.

## Erfolge
- Vize-Panamerikameister: 2013
- Panamerikameister mit der Mannschaft: 2014, 2017
- Panamerikameister im Doppel: 2018 (mit Alfredo Ávila), 2023 (mit Leonel Cárdenas)
- Gewonnene PSA-Titel: 7
- Panamerikanische Spiele: 1 × Gold (Mannschaft 2011), 3 × Silber (Einzel 2011, Doppel 2023, Mannschaft 2015), 5 × Bronze (Einzel 2015, 2019 und 2023, Doppel und Mannschaft 2019)
- Zentralamerika- und Karibikspiele: 6 × Gold (Doppel 2014 und 2018, Mannschaft 2006, 2010, 2014 und 2018), 3 × Silber (Einzel 2010, 2014 und 2018)